# Sông Ia Drăng
Sông Ia Drăng, phía Campuchia gọi là Prêk Drang, là một phụ lưu của sông Srêpốk thuộc hệ thống sông Mê Kông, chảy qua Việt Nam và Campuchia.

## Địa lý
Sông Ia Drăng bắt nguồn từ vùng đồi phía nam thành phố Pleiku, tỉnh Gia Lai thuộc vùng Tây Nguyên của Việt Nam. Sông chảy theo hướng Đông Bắc - Tây Nam, qua huyện Chư Prông rồi sang địa phận huyện Ou Ya Dav thuộc tỉnh Ratanakiri ở phía đông bắc Campuchia và nhập vào sông Srêpốk. Trên địa bàn tỉnh Gia Lai, sông Ia Drăng còn có hai phụ lưu khác là suối Ia Púch (cũng bắt nguồn từ phía nam thành phố Pleiku) và suối Ia Kreng (bắt nguồn từ phía đông huyện Đức Cơ).
Khi chảy qua địa bàn xã Ia Drăng, huyện Chư Prông gần thị trấn Chư Prông, sông đổ xuống một vách đá tạo thành thác Xung Khoeng, là một thác nước nổi tiếng của tỉnh Gia Lai.

## Sự kiện
Vào năm 1965 trong thời kỳ Chiến tranh Việt Nam, khu vực thung lũng dọc sông Ia Drăng ở phía đông bắc dãy núi Chư Prông, là nơi diễn ra trận Ia Đrăng giữa liên quân Quân lực Việt Nam Cộng hòa – Quân đội Hoa Kỳ và Quân Giải phóng miền Nam Việt Nam.